# Oto Kalējs
Oto Kalējs (* Anfang des 20. Jahrhunderts in Cēsis) war ein lettischer Skispringer. Als Pionier des lettischen Skispringens gewann er drei nationale Meisterschaften.

## Werdegang
Oto Kalējs war zusammen mit Aleksandrs Celms einer der Pioniere des lettischen Skispringens und starte auch 1933 in Sigulda bei der ersten lettischen Meisterschaft im Skispringen, wo er für den Verein "Cēsu Sporta biedrība" (CSB) den ersten Platz holte.
Nur ein Jahr zuvor war in seiner Heimatstadt Cēsis mit dem Tramplīns Cīrulīši die erste Skisprungschanze Lettlands gebaut worden, vom Verein "Universitātes sports" (US), für den Kalējs auch später antrat. Kurz nach der Meisterschaft von 1933 fand dort ein Wettkampf vor 1.500 Zuschauern statt, den er gewann.
Bei den folgenden Meisterschaften konnte er 1934 (für CSB) und 1937 (für US) erneut gewinnen (1935 wurde keine Meisterschaft ausgetragen, 1936 gewann Aleksandrs Celms).
Auf einer anderen, 1936 gebauten, Schanze in Cēsis, dem Tramplīns Murleja, hielt er bis zu deren Abriss 1950 den Schanzenrekord von 31,0 Metern.